# Terken Khatun
Terken Khatun (Perzisch: ترکان خاتون) was een koningin van de Chorasmiden door haar huwelijk met sjah Ala al-Din Tekish. Ze was de moeder en de-facto heerser van Muhammad II van Chorasmië.

## Afkomst
Van Terken Khatun werd lange tijd aangenomen dat ze een dochter was van een khan van de Kiptsjaken. Volgens de dertiende-eeuwse Perzische wetenschapper al-Nasawi zou ze afkomstig zijn van de Kara-Kitan.

## Biografie
Er is weinig bekend over de activiteiten van Terken Khatun ten tijde van de regering van Ala al-Din Tekish. Toen zij erachter kwam dat haar echtgenoot een affaire had met een totslaafgemaakte vrouw viel ze hem aan in bad en de sjah hield daar een blind oog aan over.
Tijdens de regering van haar zoon Muhammad II van Chorasmië speelde Terken Khatun een belangrijke politieke rol. In deze periode onderhield ze haar eigen hof, waarbij haar hof meer macht had dan die van haar zoon. In 1204 werkten de twee hoven samen om een aanval van de Ghowriden het hoofd te kunnen bieden. Daarentegen besloot Terken om wel schatting te betalen aan de Kara-Kitan in 1209, terwijl haar zoon liever een onafhankelijkere koers wilde varen. De slechte relatie tussen Terken en Muhammad droeg bij aan de val van de Chorasmiden door de Mongolen.
Na de dood van haar echtgenoot greep Terken de macht en ze stelde haar eigen verwanten aan als gouverneurs in diverse regio's. Een van deze verwanten was Inaltsjoek in Otrar, die in 1219 Mongoolse handelaars oppakte. De regio's waar Terken Khatun over regeerde kenden in haar tijd een periode van culturele bloei. Nadat in 1220 de Mongolen het gebied binnenvielen trok zij zich met haar entourage terug in een vesting in Mazandaran. De Mongolen belegerden deze vesting en namen die in 1221 na vier maanden in. Terken werd gevangengenomen en de Mongolen voerden haar vervolgens weg naar Karakorum, waar ze omstreeks 1233 zou overlijden.